# Ogul Caimis
Ogul Caimis (em mongol médio: ᠤᠤᠭᠠᠯ ᠬᠠᠶᠢᠮᠢᠰᠢ; romaniz.: Oγul Qaimiš; em mongol: Огул Каймиш) foi a principal esposa do grão-cã Guiuque Cã (r. 1246–1248) e reinou como regente no Império Mongol após a morte de seu marido em 1248. Descendia dos merquites, mas H. H. Howorth acreditou que fosse uma oirate. Em seu tempo, recebeu uma embaixada dos dominicanos André de Longjumeau, seu irmão Guido ou Guilherme, e João de Carcassona, que foram enviados à corte mongol pelo rei Luís IX (r. 1226–1270). Ao falecer em 1251, foi sucedida por Mangu Cã, um dos netos de Gêngis Cã (r. 1206–1227).